# Konvektionshemmung
Convective Inhibition (CIN, CINH) und auf Deutsch Konvektionshemmung oder konvektive Hemmung ist in der Meteorologie die Energie, die ein bodennahes Luftpaket überwinden muss, um das Niveau der freien Konvektion (englisch Level of Free Convection, LFC) zu erreichen, d. h. selbständig weiter aufzusteigen. Sie ist ein Maß für die Schichtungsstabilität der Atmosphäre und wird angegeben in der Dimension Joule pro Kilogramm (J/kg).

## Kontext
In einer stabilen Schichtung ist ein Luftpaket, das angehoben wird, kälter und damit dichter als seine Umgebung und erfährt deshalb negativen Auftrieb. Um freie Konvektion auszulösen, muss CIN von anderen Prozessen aufgebracht werden, z. B. von Konvergenz, orographischer Hebung oder Heizung.
Prinzipiell bedeutet ein hoher CIN-Wert also eine geringe Neigung für die Bildung von Cumuli oder Gewittern.

## Berechnung

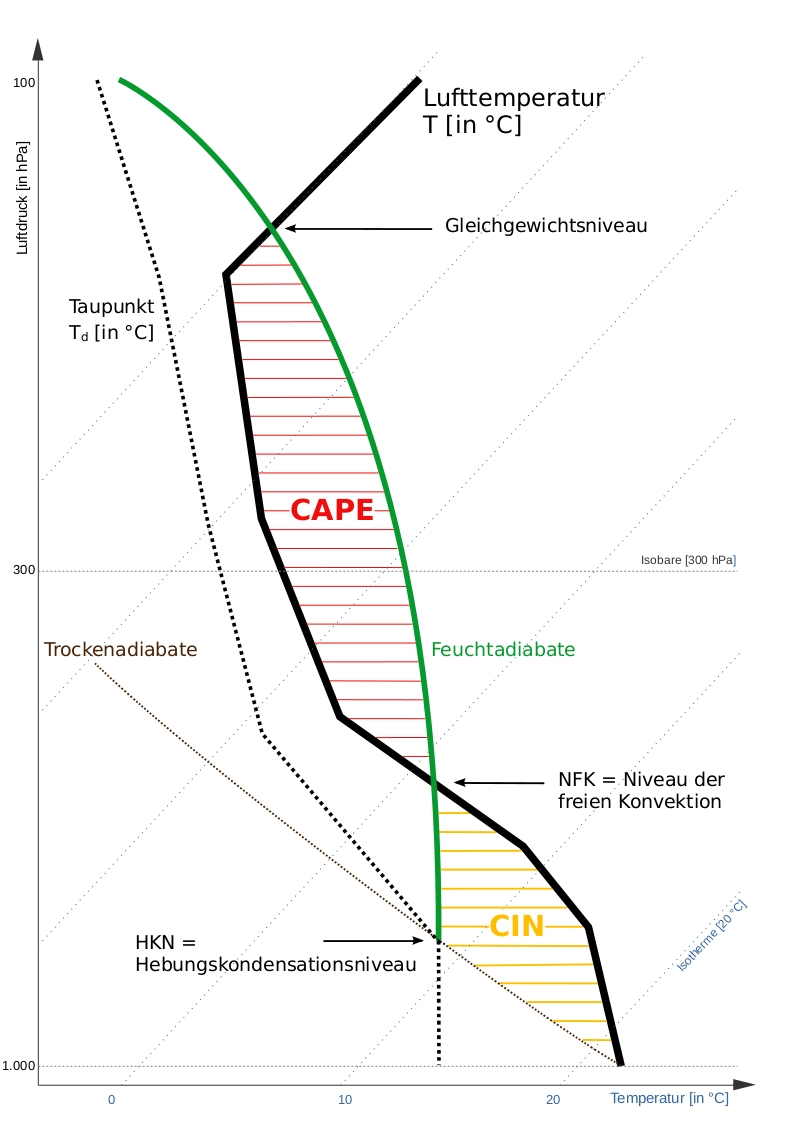
CAPE und CIN in einem vereinfachten skewT-log(p)- Diagramm

Ermittelt wird der CIN-Wert mit den von Radiosonden beim Aufsteigen kontinuierlich ermittelten Parametern Temperatur, Luftdruck, Luftfeuchte, dem damit erstellten skewT-log(p)-Diagrammen oder der Formel:
{\displaystyle \mathrm {CIN} =\int _{z_{\mathrm {SFC} }}^{z_{\mathrm {LFC} }}g\left({\frac {T_{\mathrm {v,parcel} }-T_{\mathrm {v,env} }}{T_{\mathrm {v,env} }}}\right)\,dz}
Hierin bedeuten
- {\displaystyle z_{\mathrm {SFC} }} die Höhe, ab der das Luftpaket seinen Aufstieg beginnt (also surface oder Bodenhöhe)
- {\displaystyle z_{\mathrm {LFC} }} das level of free convection (LFC) oder auf Deutsch Niveau der freien Konvektion (NFK)
- {\displaystyle g} die Normfallbeschleunigung
- {\displaystyle T_{\mathrm {v,parcel} }} die virtuelle Temperatur des betrachteten Luftpakets
- {\displaystyle T_{\mathrm {v,env} }} die virtuelle Temperatur der Umgebungsluft.